# تجزیه‌طلبی در ایالات متحده آمریکا

Map of active separatist movements in North America.

Cascadia

ایالات مؤتلفه آمریکا

نقشه ای که مرزهای سرزمینی شمال غربی را نشان می‌دهد.

آلاسکا

کالیفرنیا

ورمانت

هاوایی

پورتوریکو

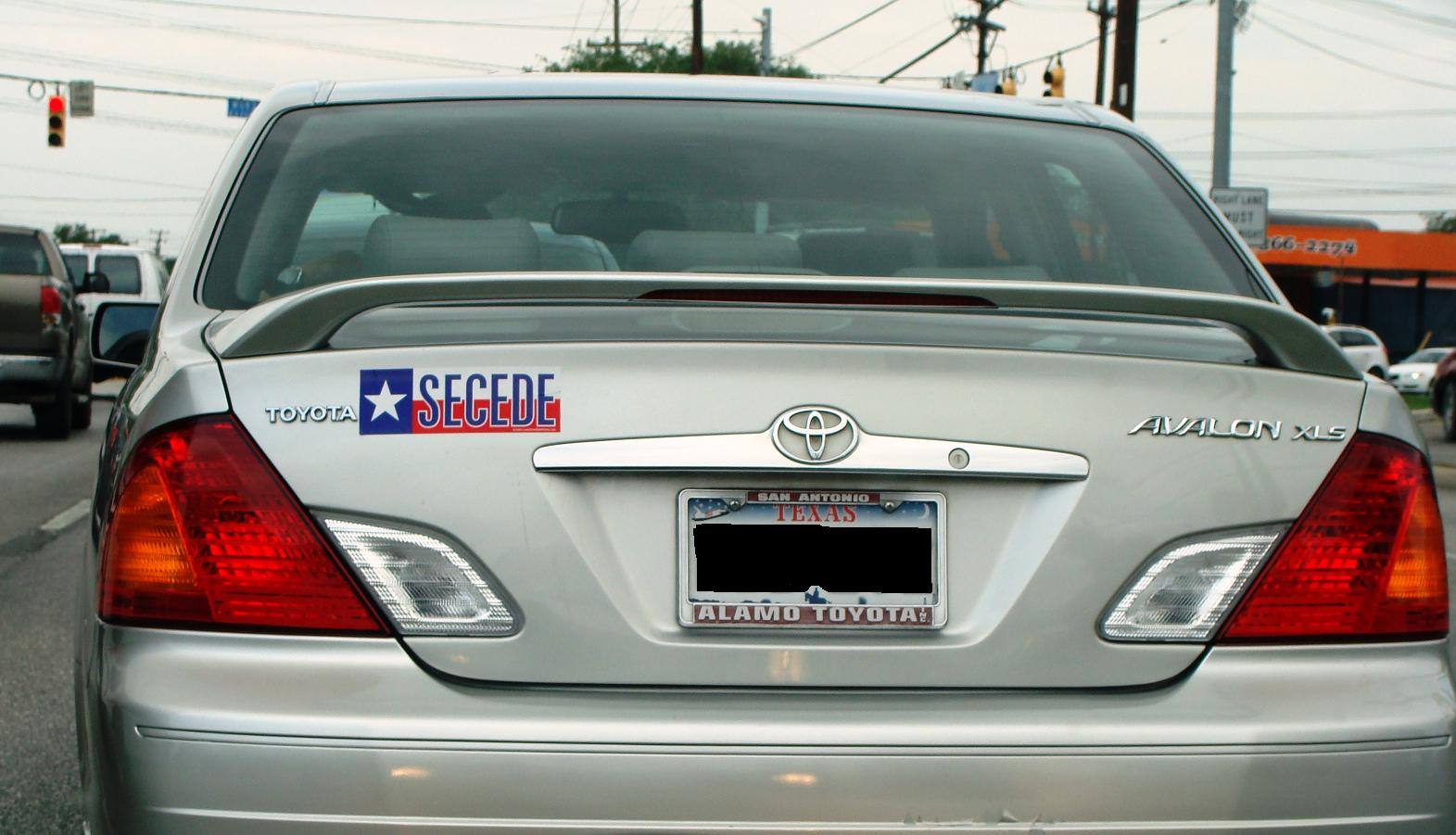
یک خودرو در تگزاس با برچسبی که خواستار تجزیه برای تگزاس است، که در حمایت از سخنرانی ریک پری است که گفته بود تگزاس در صورت ادامه سیاست‌های کنونی دولت اوباما، حق جدایی از آمریکا را دارد.

در ایالات متحده تجزیه‌طلبی می‌تواند برای اشاره به تجزیه یک ایالت از ایالات متحده، تجزیه بخشی از یک ایالت از آن ایالت و تشکیل یک ایالت جدید یا تجزیه یک منطقه از یک شهر یا شهرستان به کار رود.
تلاشها یا خواسته تجزیه از ایالات متحده از زمان تولد این کشور یکی از ویژگی‌های سیاست این کشور بوده‌است. برخی تجزیه طلبی را حقی طبق قانون اساسی و دیگران
حق طبیعی انقلاب دانسته‌اند. دادگاه عالی ایالات متحده تجزیه یک طرفه را مخالف قانون اساسی حکم کرده‌است ولی چنین نظر داده که انقلاب یا رضایت ایالات می‌تواند منجر به تجزیه موفقیت‌آمیز بشود. یک جنبش مهم تجزیه طلبانه در جنگ داخلی آمریکا شکست خورد. در ۱۸۶۰ و ۱۸۶۱، یازده تا از پانزده ایالت جنوبی که در آن‌ها برده داری مجاز شمرده شده بود، از ایالات متحده اعلام جدایی کرده و با یکدیگر به عنوان ایالات مؤتلفه آمریکا متشکل شدند. این کشور در ۱۸۶۵ پس از باختن جنگ به ایالات شمالی فروپاشید.
نتیجه نظرسنجی ۲۰۰۸ زاگبی اینترنشنال نشان داد که ۲۲ درصد آمریکاییان معتقد بودند که «هر ایالت یا منطقه‌ای حق دارد به‌طور صلح‌آمیز جدا و تبدیل به یک جمهوری مستقل شود».
طی سال ۲۰۱۲ طومارهایی به وب‌سایت کاخ سفید ارسال شد و در آن‌ها خواسته شد که به هر یک از ۵۰ ایالت اجازه جدایی داده شود. درخواست استقلال ایالت‌های تگزاس، کارولینای جنوبی، جورجیا، لوئیزیانا، میسوری، تنسی، کارولینای شمالی، آلاباما، اوکلاهما و اوهایو بیش از ۲۵ هزار امضا داشت، و به این ترتیب دولت موظف شد به درخواست آن‌ها جواب بدهد. نزدیک به ۷۰۰ هزار نفر این طومارها را امضا کردند، که تنها معادل دو دهم درصد جمعیت آمریکاست. طومار استقلال تگزاس با ۱۱۸ هزار امضا بیشترین تعداد امضا را در میان ایالات داشت، اما این رقم هم کمتر از نیم درصد جمعیت تگزاس است. ایالت‌هایی که این طومار در آن‌ها از بیشترین حمایت برخوردار بود، همگی جزء ایالاتی بودند که بیشترین گرایش را به میت رامنی، رقیب باراک اوباما، نشان دادند.

## مناطق تجزیه طلب
1. کاسکادیا (en:Cascadia (independence movement))
2. ایالات مؤتلفه آمریکا (ایالات مؤتلفه آمریکا)
3. آفریقای جدید (en:Republic of New Afrika)
4. سرزمین شمال غربی حتمی (en:Northwest Territorial Imperative)
5. جمهوری لاکوتاه (en:Republic of Lakotah proposal)
6. جمهوری آلاسکا (حزب استقلال آلاسکا)
7. جمهوری کالیفرنیا (en:California National Party)
8. جمهوری تگزاس (en:Texas secession movements)
9. جمهوری ورمونت (en:Vermont Republic)
10. هاوایی (en:Hawaiian sovereignty movement)
11. پورتوریکو (en:Independence movement in Puerto Rico)

## اعلامیه‌های استقلال آمریکا
- ایالت ورمونت بین سال‌های ۱۷۷۷ و ۱۷۹۱ یک جمهوری مستقل بود.
- تگزاس در سال ۱۸۳۶ از مکزیک اعلام استقلال کرد و تا سال ۱۸۴۶ کشوری مستقل بود. تگزاس در این سال به ایالات متحده پیوست.
- جمهوری کالیفرنیا بعد از استقلال از مکزیک در سال ۱۸۴۶، به‌مدت ۲۶ روز دوام آورد و سپس به ایالات متحده ملحق شد.
- در سال ۱۸۶۱ کنفدراسیون ایالات آمریکا اعلام موجودیت کرد. این کنفدراسیون در ابتدا از ایالات کارولینای جنوبی، می‌سی‌سی‌پی، فلوریدا، آلاباما، جورجیا، لوئیزیانا و تگزاس تشکیل می‌شد. کمی بعد ویرجینیا، آرکانزاس، تنسی و کارولینای شمالی، و همچنین سرزمین آریزونا هم به آن پیوستند. گروه‌هایی از میسوری و کنتاکی هم در این کنفدراسیون نماینده داشتند. اما ارتش آبراهام لینکلن در سال ۱۸۶۵ بر آن‌ها پیروز شد.
- هاوایی از ۱۸۱۰ تا ۱۸۹۳ یک حکومت پادشاهی بود، و از ۱۸۹۴ تا ۱۸۹۸ هم یک جمهوری بود. پس از آن به یکی از سرزمین‌های آمریکا، و نهایتاً در سال ۱۹۵۹ به یکی از ایالات این کشور تبدیل شد.[۵]